# Halkirk (Canada)
Halkirk is een plaats (village) in de Canadese provincie Alberta en telt 113 inwoners (2006).